# Salacgrīva
El municipi de Salacgrīva (en letó: Salacgrīvass novads) és un dels 110 municipis de Letònia, que es troba localitzat al nord del país bàltic, i que té com a capital la localitat de Salacgrīva. El municipi va ser creat l'any 2009 després de la reorganització territorial.

## Ciutats i zones rurals
- Ainaži (ciutat i zona rural)
- Liepupes pagasts (zona rural)
- Salacgrīva (ciutat i zona rural)

## Població i territori
La seva població està composta per un total de 9.581 persones (2009). La superfície del municipi té uns 637,6 kilòmetres quadrats, i la densitat poblacional és de 15,03 habitants per kilòmetre quadrat.